# De la capăt (All Over Again)
De la capăt (All Over Again) – singiel rumuńskiego zespołu muzycznego Voltaj napisany przez członków zespołu w 2015 roku.
Utwór reprezentował Rumunię podczas 60. Konkursu Piosenki Eurowizji w 2015 roku dzięki wygraniu finału lokalnych eliminacji Selecția Națională 2015 rozegranego na początku marca. Piosenka znalazła się w stawce półfinałowej selekcji razem z jedenastoma innymi propozycjami, w rundzie finałowej zdobyła łącznie 24 punkty w podsumowaniu głosowania telewidzów i komisji jurorskiej.
Tuż po zakończeniu koncertu finałowego zespół ogłosił, że podczas konkursu zaprezentuje anglojęzyczną wersję utworu, co spotkało się z negatywnym odbiorem lokalnych fanów. Po zapoznaniu się ze zdaniem słuchaczy formacja zdecydowała się na zmianę decyzji i zaśpiewanie podczas konkursu dwujęzycznej wersji piosenki, zawierającej tekst zarówno w języku angielskim, jak i rumuńskim.
19 maja utwór został zaprezentowany jako piętnasty w kolejności podczas pierwszego półfinału Konkursu Piosenki Eurowizji organizowanego w Wiedniu i zakwalifikował się do finału, w którym zajął ostatecznie 15. miejsce z 35 punktami na koncie, w tym z maksymalną notą 12 punktów od Mołdawii.
Jak przyznał zespół, piosenka jest „manifestem, którym chcemy wesprzeć dzieci pozostawiane samymi, kiedy ich rodzice są daleko, poza granicami, co tworzy różnego rodzaje traumy”.